# USS 와스프 (LHD-1)
USS 와스프 (LHD-1)는 미국 해군의 다목적 와스프급 강습상륙함의 1번함이다. 와스프란 이름의 열번째 미국 해군 군함이다.

## 역사

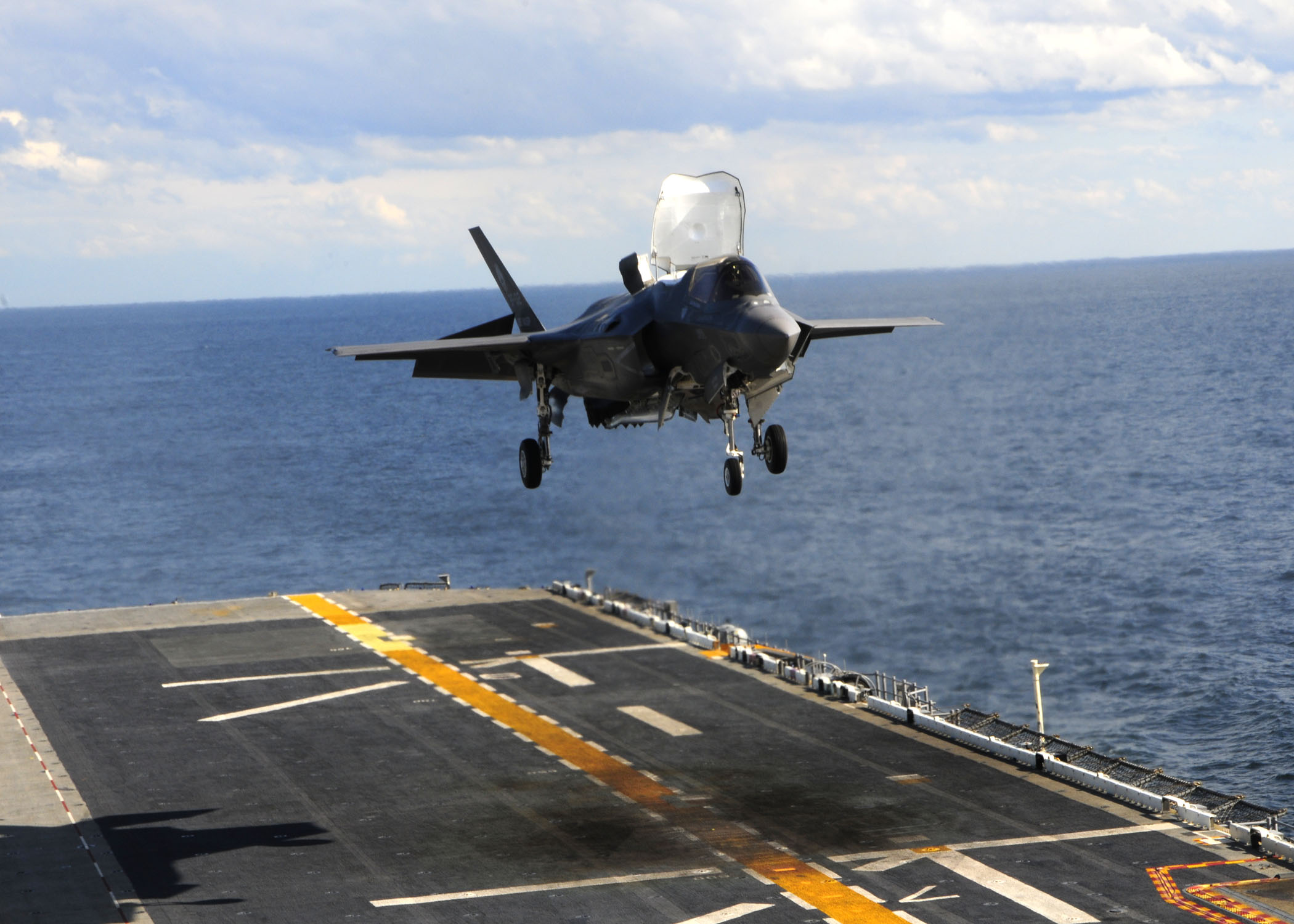
2011년 10월, F-35B가 와스프함에 수직 착륙중이다.

2016년 이후 개수 작업을 거친 뒤 최대 20대의 F-35B 스텔스 전투기를 탑재할 수 있는 준항공모함으로 변신했다.
2017년, F-35B 16대를 탑재한 와스프함이 일본 사세보항에 도착했다.

## 같이 보기
- 이와쿠니 비행장